# Atanasz Dalcsev
Atanasz Dalcsev (Szaloniki, 1904. június 12. – Szófia, 1978. január 17.) bolgár költő, műfordító.

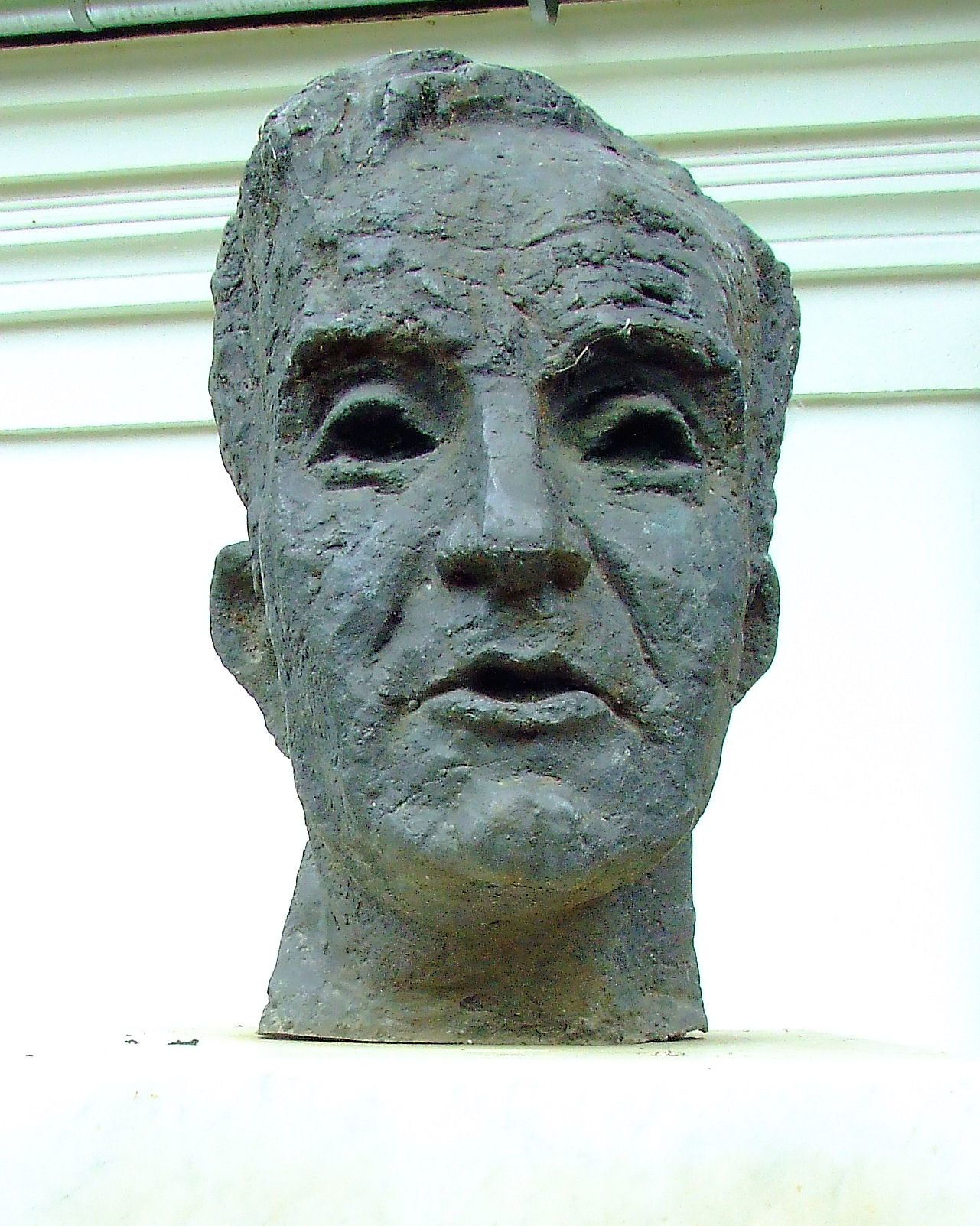
Atanasz Dalcsev szobra Kiskőrösön a Petőfi-fordítók szoborparkjában

## Életpályája
A szófiai egyetem pedagógia és filozófia szakán végzett, majd Franciaországban és Olaszországban tanult tovább. Hazatérése után tanfelügyelő, iskolaigazgató, majd 1960-tól a Plamacse című folyóirat szerkesztője volt. Műfordítóként is jelentős: olasz, francia és spanyol költők mellett Petőfi Sándor verseit is ő ültette át bolgárra.

## Díjai, elismerései
- Herder-díj (1972)

## Kötetei
- Ablak (1926)
- Párizs (1930)
- Chartres angyalai (1943)
- Versek (1969)

## Magyarul
- Őszi hazatérés. Versek; vál., utószó Juhász Péter, ford. Fodor András, Kalász Márton, Nagy László; Európa, Bp., 1974
- Töredékek; vál., ford., utószó, jegyz. Karig Sára; Európa, Bp., 1979